# Alsophila manniana
Alsophila manniana là một loài thực vật có mạch trong họ Cyatheaceae. Loài này được (Hook.) R.M. Tryon mô tả khoa học đầu tiên năm 1970.